# Viola triangulifolia
Viola triangulifolia är en violväxtart som beskrevs av Wilhelm Becker. Viola triangulifolia ingår i släktet violer, och familjen violväxter. Inga underarter finns listade i Catalogue of Life.